# Баасистська Сирія
Баасистська Сирія, офіційно Сирійська Арабська Республіка (САР) (араб. اَلْجُمْهُورِيَّةُ ٱلْعَرَبِيَّةُ ٱلْسُوْرِيَّة al-Jumhūriyyah al-ʿArabiyyah as-Sūriyyah) — період історії сирійської держави з 1963 по 2024, коли вона перебувала під владою однієї партії — сирійського регіонального відділення Арабської соціалістичної партії Баас. З 1971 року і до її падіння в 2024 році країною правила родина Асадів, через що її часто називали режим Асада.
Режим виник у 1963 році внаслідок державного перевороту, здійсненого алавітськими військовими офіцерами-баасистами. Інший переворот у 1966 році призвів до того, що Салах Джадид став фактичним лідером країни, а Нуреддін аль-Атасі — президентом. У 1970 році Джадида й аль-Атасі усунув Хафез аль-Асад під час державного перевороту 1970 року. Наступного року Асад став президентом після «виборів», які вважаються фіктивними.
Після приходу до влади Асад реорганізував державу за сектантським принципом (представники сунітів та інших груп стали формальними фігурами у політичних інституціях, тоді як алавіти взяли під контроль армію, розвідку, бюрократію та органи безпеки). Баасистська Сирія також здійснила окупацію значної частини сусіднього Лівану під час громадянської війни в Лівані, у той час як ісламістське повстання проти режиму Асада призвело до того, що режим вчинив різанину в Хамі 1981 року та 1982 року. Режим вважався одним із найрепресивніших у новітній історії, зрештою досягнувши тоталітарного рівня, і послідовно входив до числа «найгірших» у рейтингах Freedom House.
Хафез аль-Асад помер у 2000 році, і його наступником став син — Башар аль-Асад, який зберіг аналогічний рівень контролю. Убивство ліванського прем’єра Рафіка Харірі у 2005 році спровокувало Кедрову революцію, внаслідок якої режим змушений був вивести війська з Лівану. Масові протести проти баасистського режиму у 2011 році під час Арабської весни спричинили громадянську війну в Сирії між опозицією, урядом, а згодом — ісламістами на кшталт ІДІЛ, що підірвало контроль режиму Асада над територією. Водночас баасистський уряд зберігав позиції на значних територіях і зумів повернути частину втраченого за підтримки Росії, Ірану та Хезболли. У грудні 2024 року серія неочікуваних наступів різних повстанських угруповань завершилася крахом режиму.
Після падіння Баасистського Іраку у 2003, Сирія залишалася єдиною країною, якою правили необаасисти. Вона мала розвинений культ особи навколо родини Асадів і зазнавала широкої критики за жорстокі репресії всередині країни та воєнні злочини. До падіння режиму Сирія займала четверте місце серед найнестабільніших країн в Індексі нестабільних держав 2024 року й була однією з найнебезпечніших країн у світі для журналістів. Свобода преси була надзвичайно обмеженою — країна посіла друге місце з кінця у світовому індексі свободи преси 2024 року. Вона була найкорумпованішою державою в регіоні MENA та другою за рівнем корупції у світі за індексом 2023 року. Сирія також перетворилася на епіцентр підконтрольної Асаду індустрії каптагону, щорічно експортувала наркотики на мільярди доларів і стала однією з найбільших наркодержав світу.